# Hōkago Anthology from Sakura Gakuin
Albums par Sakura Gakuin
Sakura Gakuin 2013nendo ~Kizuna~
(12 mars 2014)
Hōkago Anthology from Sakura Gakuin (放課後アンソロジー from さくら学院) est la première compilation du groupe féminin japonais Sakura Gakuin, sortie en 2014.

## Informations
La compilation sort le 5 mai 2014 en une seule édition (le CD seulement). Il atteint la 96e place des classements hebdomadaires des ventes de l'Oricon.
Il inclut les chansons, dont certaines sorties en singles, des sous-groupes de Sakura Gakuin, depuis les débuts du groupe : celles de Twinklestars, BABYMETAL, Mini-Patissier, Pastel Wind, sleepiece, Kagaku Kyumei Kiko LOGICA? et SCOOPERS.
Il inclut notamment un titre bonus, étant un remix de la chanson Science Girl Silence Boy de Kagaku Kyumei Kiko LOGICA?.

## Membres crédités
| 1re génération - Ayami Mutō - Ayaka Miyoshi - Airi Matsui - Suzuka Nakamoto - Marina Horiuchi - Raura Iida - Nene Sugisaki - Hinata Satō | 2e génération - Yui Mizuno - Moa Kikuchi 3e génération - Hana Taguchi - Rinon Isono 4e génération - Saki Ōga - Yunano Notsu |

## Liste des titres
| 1.  | Dear Mr. Socrates                                            | Twinklestars               |  |
| 2.  | Please! Please! Please! (プリーズ！プリーズ！プリーズ！)     | Twinklestars               |  |
| 3.  | Scoreboard ni Love ga Aru (スコアボードにラブがある)         | Pastel Wind                |  |
| 4.  | Medaka no Kyōdai (めだかの兄妹)                              | sleepiece                  |  |
| 5.  | Ningentte Ii na (にんげんっていいな)                         | sleepiece                  |  |
| 6.  | Suimin Fusoku (すいみん不足)                                 | sleepiece                  |  |
| 7.  | Yokubari Fille (よくばりフィーユ)                            | Mini-Patissier             |  |
| 8.  | Miracle♪Patiful♪Hamburger (ミラクル♪パティフル♪ハンバーガー) | Mini-Patissier             |  |
| 9.  | Do • Ki • Do • Ki☆Morning (ド・キ・ド・キ☆モーニング)        | BABYMETAL                  |  |
| 10. | Science Girl▽Silence Boy (サイエンスガール▽サイレンスボーイ) | Kagaku Kyumei Kiko LOGICA? |  |
| 11. | Delta (デルタ)                                               | Kagaku Kyumei Kiko LOGICA? |  |
| 12. | Brand New Day                                                | SCOOPERS                   |  |

| 13. | Science Girl▽Silence Boy 80kidz Remix (サイエンスガール▽サイレンスボーイ 80kidz Remix) | Kagaku Kyumei Kiko LOGICA? |  |